# Wendy Holdener
Wendy Holdener, född den 12 maj 1993 i Unteriberg, Schwyz, Schweiz, är en schweizisk alpin utförsåkare. Hennes specialgrenar är slalom och storslalom. Hon gjorde sin världscupdebut den 23 oktober 2010 i Sölden.
Från juniorvärldsmästerskapen 2011 i Crans Montana kom hon hem med tre medaljer: guld i kombination, silver i störtlopp och brons i storslalom. Hon har även ett silver från juniorvärldsmästerskapen i Québec 2013. Dessutom har hon ett antal framskjutna placeringar i de schweiziska mästerskapen.
Både 2011 och 2012 tävlade hon i de nyzeeländska mästerskapen med framgång, och dessutom har hon deltagit i många olika alpina tävlingar i bland annat europacupen.
Holdener har deltagit i fem världsmästerskap från och med 2011. På VM i Sankt Moritz 2017 tog hon sin första medalj, tillika guld, i alpin kombination. På VM i Åre 2019 vann hon två guld, ett i lagtävling och ett i kombination. Hon har även deltagit i tre OS och vunnit fem medaljer: guld i lagtävling, silver i slalom och brons i kombination i Pyeongchang 2018 samt silver i kombination och brons i slalom i Peking 2022.

## Världscupsegrar
Holdener har tre segrar i världscupen: två i kombination och en i parallellslalom.
| Säsong  | Nr | Datum            | Plats                | Disciplin       |
| ------- | -- | ---------------- | -------------------- | --------------- |
| 2015/16 | 1  | 23 februari 2016 | Stockholm, Sverige   | Parallellslalom |
| 2015/16 | 2  | 13 mars 2016     | Lenzerheide, Schweiz | Kombination     |
| 2017/18 | 3  | 11 november 2017 | Lenzerheide, Schweiz | Kombination     |